# Radio Gaga
Radio Gaga fue un programa de televisión de telerrealidad emitido por el canal #0 de Movistar+. Conducido por el cómico y guionista Manuel Burque y el periodista Quique Peinado, está basado en el formato original emitido en la televisión pública belga presentado por los actores Joris Hessels y Dominique Van Malder.
Los dos presentadores conducen, en cada episodio, entrevistas con carácter intimista emulando un programa de radio. Con una caravana convertida en estudio de radio, Burque y Peinado centran cada capítulo en una comunidad de personas que convive juntas por distintas circunstancias.
Movistar+ anunció en enero de 2022, la cancelación del programa, después de seis temporadas en emisión.

## Historia
El programa fue presentado a los medios en marzo de 2017, dentro del Festival de Televisión de primavera en Burgos. El programa, producido por Movistar+ en colaboración con DLO Producciones, es la versión española del mismo programa emitido en la televisión pública belga Canvas y presentada por los actores Joris Hesselts y Dominique Van Malder.
El director de #0, Fernando Jerez, definió el programa como ''slow TV'', término que ambos presentadores han utilizado en repetidas ocasiones para describir el formato. Dentro de su caravana transformada en un pequeño estudio de radio, los presentadores conocen a los habitantes de los distintos lugares que visitan para mostrar la diversidad y dar voz a aquellos que normalmente no la tienen.
La primera emisión del programa tuvo lugar el 22 de junio de 2017 en el canal #0 de Movistar+. Además, el primer capítulo completo fue colgado en la plataforma de vídeos de YouTube. El último capítulo de la primera temporada fue emitido el 28 de julio de 2017, y se despidió con muy buenas críticas tanto por parte de la crítica como de los espectadores.
En julio de 2017 se anunció que el programa había sido renovado por una segunda temporada, que fue estrenada el 12 de abril de 2018. Dicha temporada, de 6 episodios, finalizó el 17 de mayo de 2018. Antes de la emisión del último capítulo, la cadena anunció la renovación del programa para una tercera temporada.
En octubre de 2018 el programa fue premiado con un Premio Ondas en la categoría de televisión nacional al Mejor programa de actualidad. En noviembre de 2018 Manuel Burque, Amparo Castellano, Joana Pardos, Quique Peinado, Jorge Ortiz y María José Rodríguez recogieron el premio Ondas en la ceremonia celebrada en el Liceo de Barcelona.
La tercera temporada de Radio Gaga, que contó con seis episodios, se estrenó el 12 de diciembre de 2018 y finalizó el 16 de enero del año siguiente.
Actualmente, según ha confirmado Zeppelin, vía redes sociales, el programa se encuentra inmerso en las grabaciones de la sexta temporada, la cual se estrenará a lo largo del 2021.

## Temporadas
| Temporada | Temporada | Episodios | Estreno                  | Final                   |
| --------- | --------- | --------- | ------------------------ | ----------------------- |
|           | 1         | 6         | 22 de junio de 2017      | 28 de julio de 2017     |
|           | 2         | 6         | 12 de abril de 2018      | 17 de mayo de 2018      |
|           | 3         | 6         | 12 de diciembre de 2018  | 16 de enero de 2019     |
|           | 4         | 8         | 27 de octubre de 2019    | 15 de diciembre de 2019 |
|           | 5         | 8         | 1 de octubre de 2020     | 19 de noviembre de 2020 |
|           | 6         | 6         | 16 de septiembre de 2021 | 21 de octubre de 2021   |
| Total     | Total     | 40        |                          |                         |

### 1ª Temporada
| N.º en serie | N.º entemp. | Título original                                       | Fecha de emisión original |
| --- | ----------- | ----------------------------------------------------- | ------------------------- |
| 1 | 1           | «Residencia de salud mental Alfaem»                   | 22 de junio de 2017       |
| En el primer episodio del programa, Burque y Peinado instalan la caravana delante del centro de salud mental Alfaem, situado en la provincia de León.                               |             |                                                       |                           |
| 2 | 2           | «Centro de acogida Can Taió»                          | 29 de junio de 2017       |
| El segundo capítulo transcurre en el Castillo de Can Taió, situado en el municipio de Santa Perpetua de Moguda de Barcelona, donde hay instalado un centro de acogida de migrantes. |             |                                                       |                           |
| 3 | 3           | «La Cerollera, un pueblo en vías de extinción»        | 6 de julio de 2017        |
| Manuel Burque y Quique Peinado viajan hasta La Cerollera, un pueblo de tan solo 50 habitantes de Teruel.                                                                            |             |                                                       |                           |
| 4 | 4           | «Hospital de neurorrehabilitación Instituto Guttmann» | 13 de julio de 2017       |
| En el cuarto capítulo de la temporada, Radio Gaga visita el Instituto Guttamann, un centro de rehabilitación situado en Badalona.                                                   |             |                                                       |                           |
| 5 | 5           | «Centro Intergeneracional Ovida»                      | 21 de julio de 2017       |
| La caravana llega hasta Ovida, un centro intergeneracional donde residen ancianos y estudiantes.                                                                                    |             |                                                       |                           |
| 6 |             | «Las Tres Mil viviendas»                              | 28 de julio de 2017       |
| La primera temporada de Radio Gaga finaliza en el barrio de las Tres Mil Viviendas de Sevilla.                                                                                      |             |                                                       |                           |

### 2ª Temporada
| N.º en serie | N.º entemp. | Título original                        | Fecha de emisión original |
| --- | ----------- | -------------------------------------- | ------------------------- |
| 7 | 1           | «Benidorm, Alicante»                   | 12 de abril de 2018       |
| La segunda temporada de Radio Gaga empieza en Benidorm, donde los protagonistas son los jubilados.                                                                                 |             |                                        |                           |
| 8 | 2           | «Instituto de Trastornos Alimentarios» | 19 de abril de 2018       |
| Los presentadores pasan 48 horas con los residentes del Instituto de trastornos alimentarios y de conducta de Barcelona.                                                           |             |                                        |                           |
| 9 | 3           | «Rais Fundación»                       | 26 de abril de 2018       |
| Radio Gaga se instala en Madrid, donde está Rais Fundación; un centro para personas sin hogar.                                                                                     |             |                                        |                           |
| 10 | 4           | «Órgiva»                               | 3 de mayo de 2018         |
| Burque y Peinado instalan la caravana convertida en estudio de radio en Órgiva, Andalucía; un pueblo multicultural.                                                                |             |                                        |                           |
| 11 | 5           | «Casa de los Xuklis»                   | 10 de mayo de 2018        |
| La casa de los Xuklis es un centro de acogida de Barcelona para familias de niños enfermos de cáncer que tienen que acudir a hospitales lejos de su casa para recibir tratamiento. |             |                                        |                           |
| 12 | 6           | «Fundación Vicente Ferrer»             | 17 de mayo de 2018        |
| El último capítulo de la segunda temporada se centra en la labor humanitaria desarrollada por los voluntarios de la Fundación Vicente Ferrer.                                      |             |                                        |                           |

### 3ª Temporada
| N.º en serie | N.º entemp. | Título original          | Fecha de emisión original |
| --- | ----------- | ------------------------ | ------------------------- |
| 13 | 1           | «Chueca»                 | 12 de diciembre de 2018   |
| El programa empieza su tercera temporada en el barrio madrileño de Chueca.                                                                              |             |                          |                           |
| 14 | 2           | «Los últimos mineros»    | 19 de diciembre de 2018   |
| Radio Gaga viaja hasta León para hablar con los habitantes de Villablino, una de las últimas explotaciones mineras del país.                            |             |                          |                           |
| 15 | 3           | «Envejecer entre amigos» | 26 de diciembre de 2018   |
| El tercer programa transcurre en Trabensol, un centro de residencia para mayores.                                                                       |             |                          |                           |
| 16 | 4           | «Adolescentes rotos»     | 2 de enero de 2019        |
| Burque y Peinado se trasladan a un centro donde se tratan pacientes de entre 13 y 18 años con problemas de conducta.                                    |             |                          |                           |
| 17 | 5           | «Maternidad»             | 9 de enero de 2019        |
| El equipo del programa se instala durante tres días en el Hospital Clínico de Barcelona, un hospital público de referencia especializado en maternidad. |             |                          |                           |
| 18 | 6           | «Navidad en la cárcel»   | 16 de enero de 2019       |
| Radio Gaga termina su tercera temporada visitando la cárcel de Quatre Camins de Barcelona, donde viven 1.300 internos.                                  |             |                          |                           |

### 4ª Temporada
| N.º en serie | N.º entemp. | Título original           | Fecha de emisión original |
| ------------ | ----------- | ------------------------- | ------------------------- |
| 19           | 1           | «Supervivientes»          | 27 de octubre de 2019     |
|              |             |                           |                           |
| 20           | 2           | «Escuela milagro»         | 3 de noviembre de 2019    |
|              |             |                           |                           |
| 21           | 3           | «Adicciones»              | 10 de noviembre de 2019   |
|              |             |                           |                           |
| 22           | 4           | «Bajo el mar de plástico» | 17 de noviembre de 2019   |
|              |             |                           |                           |
| 23           | 5           | «Vivir con discapacidad»  | 24 de noviembre de 2019   |
|              |             |                           |                           |
| 24           | 6           | «La Cañada Real»          | 1 de diciembre de 2019    |
|              |             |                           |                           |
| 25           | 7           | «La Boda»                 | 8 de diciembre de 2019    |
|              |             |                           |                           |
| 26           | 8           | «La Vida sigue»           | 15 de diciembre de 2019   |
|              |             |                           |                           |

### 5ª Temporada
| N.º en serie | N.º entemp. | Título original                | Fecha de emisión original |
| ------------ | ----------- | ------------------------------ | ------------------------- |
| 27           | 1           | «Reencuentros»                 | 1 de octubre de 2020      |
|              |             |                                |                           |
| 28           | 2           | «Despedidas»                   | 8 de octubre de 2020      |
|              |             |                                |                           |
| 29           | 3           | «Prostitución»                 | 15 de octubre de 2020     |
|              |             |                                |                           |
| 30           | 4           | «Camino de Santiago»           | 22 de octubre de 2020     |
|              |             |                                |                           |
| 31           | 5           | «11M: Dieciséis años después » | 29 de octubre de 2020     |
|              |             |                                |                           |
| 32           | 6           | «El convento de todos»         | 5 de noviembre de 2020    |
|              |             |                                |                           |
| 33           | 7           | «Obesidad»                     | 12 de noviembre de 2020   |
|              |             |                                |                           |
| 34           | 8           | «Mujeres futbolistas»          | 19 de noviembre de 2020   |
|              |             |                                |                           |

### 6ª Temporada
| N.º en serie | N.º entemp. | Título original        | Fecha de emisión original |
| ------------ | ----------- | ---------------------- | ------------------------- |
| 35           | 1           | «Vejez: es lo que hay» | 16 de septiembre de 2021  |
|              |             |                        |                           |
| 36           | 2           | «Quinta Cocina»        | 23 de septiembre de 2021  |
|              |             |                        |                           |
| 37           | 3           | «Depresión»            | 30 de septiembre de 2021  |
|              |             |                        |                           |
| 38           | 4           | «»                     | 7 de octubre de 2021      |
|              |             |                        |                           |
| 39           | 5           | «»                     | 14 de octubre de 2021     |
|              |             |                        |                           |
| 40           | 6           | «»                     | 21 de octubre de 2021     |
|              |             |                        |                           |

## Premios
- 2018: Premio Ondas al Mejor Programa de Actualidad.[10]